# John Mayhew
John Mayhew (Ipswich, 27 marzo 1947 – Glasgow, 26 marzo 2009) è stato un batterista britannico.

## Biografia
Mayhew trascorse la sua infanzia a Ipswich, dove viveva in Macaulay Road assieme ai genitori e al fratello Paul di dieci anni maggiore. Quando John aveva circa dieci anni, i suoi genitori si separarono; il fratello andò a vivere con la madre, John con il padre e i due fratelli si persero di vista.
Alla fine degli anni sessanta Mayhew incominciò a lavorare come batterista e nel settembre del 1969 entrò nei Genesis al posto di Jonathan Silver. Con loro registrò l'album Trespass (1970) più altri brani pubblicati anni dopo nel cofanetto antologico Genesis Archive 1967-75 e si esibì dal vivo fino al luglio del 1970: il gruppo l'avrebbe poi rimpiazzato con Phil Collins.
Dopo l'uscita dai Genesis, visse per un lungo periodo in Australia e Nuova Zelanda facendo perdere le proprie tracce e dal 1982 abbandonò definitivamente il mondo della musica per dedicarsi al lavoro di scenografo. Rientrato in Europa all'inizio degli anni duemila, nel 2006 partecipò a una convention di fan dei Genesis a Londra, suonando la batteria nel brano The Knife eseguito dalla tribute band ReGenesis; in tale occasione ricevette dal management dei Genesis la somma di 78.000 sterline quale ricavo per la sua partecipazione al disco Trespass, che non aveva mai reclamato in precedenza.
Visse gli ultimi anni della sua vita a Glasgow, in Scozia, lavorando come falegname in una ditta di mobili; nel 2009 suo fratello Paul riuscì a rintracciare il suo recapito, al fine di riallacciare i contatti con lui dopo oltre cinquant'anni, ma non fece in tempo a rivederlo poiché il 26 marzo, un giorno prima di compiere 62 anni, John morì per problemi cardiaci.

## Discografia

### Con i Genesis
- Trespass, 1970